# 김성기 (1956년)
김성기(金成基, 1956년 9월 14일~ )는 대한민국의 정치인이다. 제38·39·40대 3선 경기도 가평군수이다.

## 학력
- 1956년 9월 14일: 경기도 가평군 가평면(現 가평읍) 출생
- 가평초등학교 졸업
- 가평중학교 졸업
- 가평고등학교 졸업
- 춘천 한림성심대학교 지방행정과 졸업

## 경력
- 가평군청 행정공무원(33년)
- 가평중.고등학교 총동문회장
- 대한민국 고엽체 전우회 경기지부 가평군지회 고문
- 가평군 리틀야구단 단장
- 민족통일 가평군협의회 운영위원
- 가평초등학교 운영위원
- 대한민국 스폐설올림픽 가평군지회장
- 2010.07 ~ 2013.02 제8대 경기도의회 행정자치위원회 의원, 보건복지공보위원회 의원
- 2013.04 ~ 2014.06 제38대 경기도 가평군수(2013년 대한민국 재보궐선거에서 당선됨)
- 2014.07 ~ 2018.06 제39대 경기도 가평군수
- 2017.03 자유한국당 경기도당 포천시·가평군 당협위원장
- 2018.07 ~ 2022.06 제40대 경기도 가평군수
- 자유한국당 경기도당 조직총괄본부 기초단체장협의회장

## 논란

### 정치자금법 위반, 뇌물 수수, 무고 혐의
제6회 지방 선거를 앞둔 2014년 4월 당시 선거대책본부장인 추씨를 통해 정모씨에게 불법 정치자금을 받은 혐의(정치자금법 위반), 2013년 민선 5기 보궐선거에 당선된 뒤 유흥업소에서 향응과 뇌물을 받은 혐의(뇌물 수수)와 이를 제보한 정씨 등을 무고한 혐의(무고)로 불구속 기소되었다. 2019년 8월 30일 의정부지법에서 열린 1심에서 모든 혐의에 대해 무죄를 선고받았다. 2020년 8월 21일 서울고법에서 열린 2심에서도 모든 혐의에 대해 무죄를 선고받았다.

## 역대 선거 결과
|  | 54.97% |

|  | 38.12% |

|  | 54.25% |

|  | 45.05% |

| 전임 이진용 (직무대행)배수용 | 제38·39·40대 경기도 가평군수(민선) 2013년 4월 25일 ~ 2022년 6월 30일 | 후임 서태원 |